# Chaetocnema altisocia
Chaetocnema altisocia es un coleóptero de la familia Chrysomelidae. Fue descrita científicamente en 1981 por Chen & Wang.